# Colletes asiaticus
Colletes asiaticus är en biart som beskrevs av Kuhlmann 1999. Colletes asiaticus ingår i släktet sidenbin, och familjen korttungebin. Inga underarter finns listade i Catalogue of Life.